# Gulf+Western
Gulf+Western, (oficiálně Gulf and Western Industries, Inc.) byla americká holdingová společnost (konglomerát). Počátky Gulf and Western se datují do doby, kdy byla v roce 1934 založena strojírenská firma Michigan Bumper Company, ačkoli Charles Bluhdorn považoval za datum vzniku Gulf+Western datum koupě této společnosti (v době převzetí se jmenovala Michigan Plating and Stamping) v roce 1958. Bluhdorn pak v průběhu 80. let 20. století akvizicemi dalších firem a současným odprodejem nevýkonných aktiv společnost zaměřil zejména na aktivity v odvětví vydavatelství a zábavy a přejmenoval ji na Paramount Communications a poté v roce 1989 na Paramount Pictures. Mediální aktiva společnosti Paramount Pictures jsou dnes součástí ViacomCBS.